# Литл Джо-6
«Литл Джо-6» (LJ-6) — суборбитальный испытательный запуск НАСА, произведённый 4 октября 1959 года в рамках программы «Меркурий». Массо-габаритные макеты космического корабля «Меркурий» и системы аварийного спасения были запущены ракетой-носителем «Литл Джо» со стартовой площадки LA-1 на острове Уоллопс, Вирджиния.

## Старт

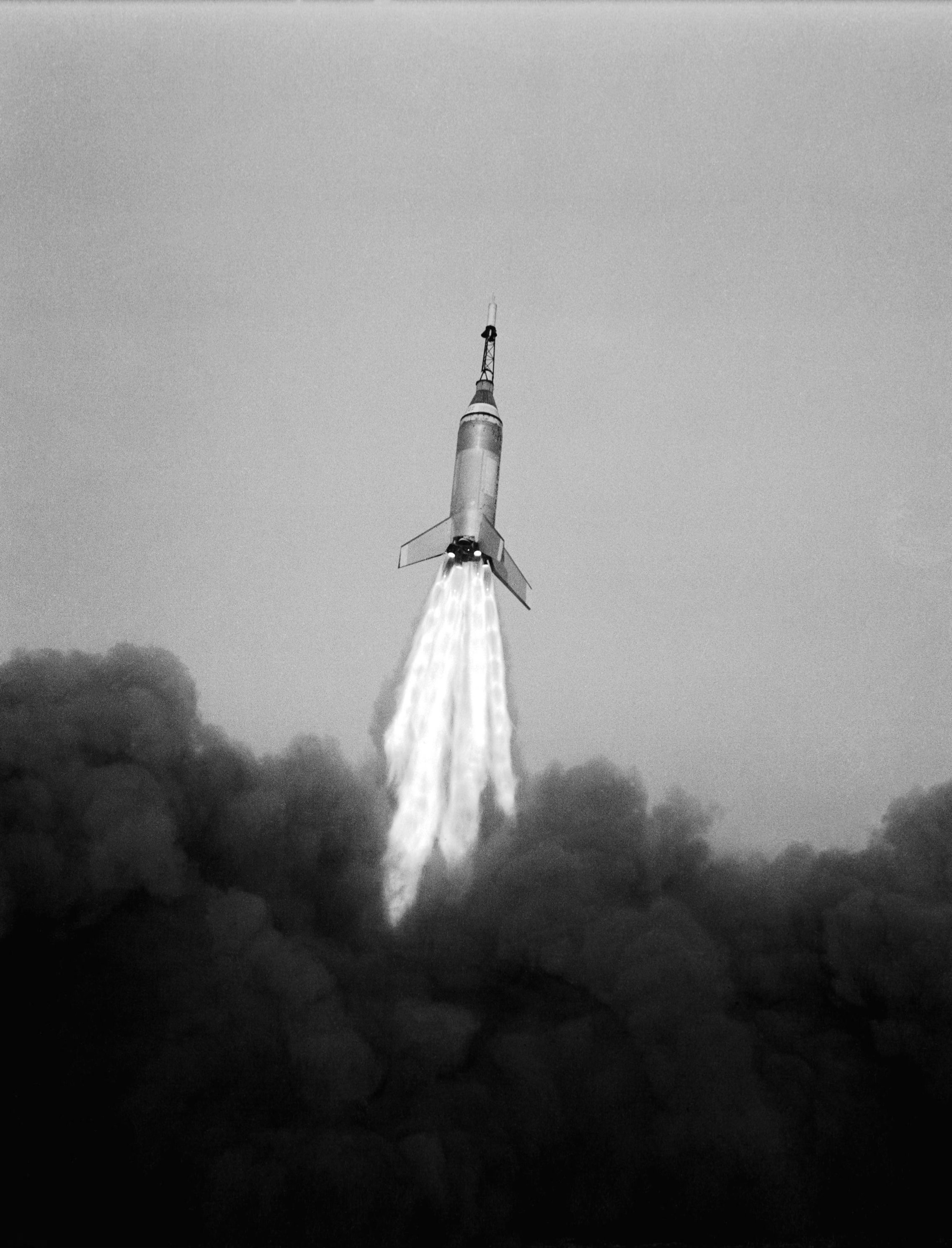
Стартует Литл Джо-6, 4 октября 1959 года. (NASA).

После неудачи миссии «Литл Джо-1» требовалось доказать надёжность ракеты-носителя для последующих испытательных запусков. Полезной нагрузкой ракеты стали массо-габаритные макеты космического корабля «Меркурий» и системы аварийного спасения общей массой 1134 кг. Вес ракеты на старте составил 20 тонн, высота около 17 метров.
Старт произошёл успешно, ракета достигла скорости около 1375 м/c при максимальном ускорении 5,9 G. Максимальная высота подъёма составила около 60 км. После 2,5 минут полёта аппарат был взорван в целях проверки системы самоуничтожения. Падение обломков произошло через 5 минут 10 секунд после старта в 127 км от стартовой площадки.
В ходе миссии были также проверены метод учёта ветра при направлении запуска и система прекращения работы двигателя ракеты. После запуска ракета «Литл Джо» подверглась незначительной доработке в целях защиты второй ступени и космического корабля от теплового излучения работающих двигателей.